# Franz Lehár sr.
Franz Lehár sr. (Schönwald, sinds 1945 Šumvald, 31 januari 1838 – Boedapest, 7 februari 1898) was een Moravisch componist, militaire kapelmeester en hoornist. Hij was de vader van de componist en dirigent Franz Lehár jr. en van de militaire kapelmeester Anton Freiherr von Lehár. 

## Levensloop
Lehár werd als militaire muzikant opgeleid in Mährisch Sternberg, sinds 1945 Šternberk en kwam als hoornist in het orkest van het Theater an der Wien. Vervolgens werd hij wederom militaire muzikant en naam als sergeant-majoor met zijn muziekkapel aan de Slag bij Solferino (1859) en als militaire kapelmeester in 1866 aan de slagen van Custoza en Königgrätz deel. In 1869 huwde hij in Komárom met Christine Neubrandt (1849–1906). Uit dit huwelijk is de (bovengenoemde) zoon Franz Lehár jr. en de kapelmeester Anton Freiherr von Lehár.
Hij ontdekte het muzikaal talent van de componist Hermann Dostal (1874-1930) en haalde hem als harpist in zijn muziekkapel naar Hongarije; later werd hij kapelmeester van andere militaire muziekkapellen.
In 1880 werd het Infanterieregiment Nr. 50 naar Boedapest verplaatst en daarmee ook de bijhorende muziekkapel van het regiment. Hij componeerde ook verschillende marsen voor zijn muziekkapellen. 

## Composities

### Werken voor harmonieorkest
- 1866 Oliosi induló (Oliosi Sturm-Marsch)
- 1881 Delegációs induló (Delegation Marsch)
- A bádeni nagyherceg indulója (Marsch für den Prinzen von Baden)
- Catty-Marsch
- Donauhort-Marsch
- Großherzog von Baden-Marsch
- Königin Christine-Marsch
- Oberst Gábor-Marsch
- Preßburger Abschieds-Marsch
- Radanovich-Marsch
- Sterzi-Marsch
- Stie Tu? - Rumänischer Soldaten-Marsch